# Region des Mount Kenya

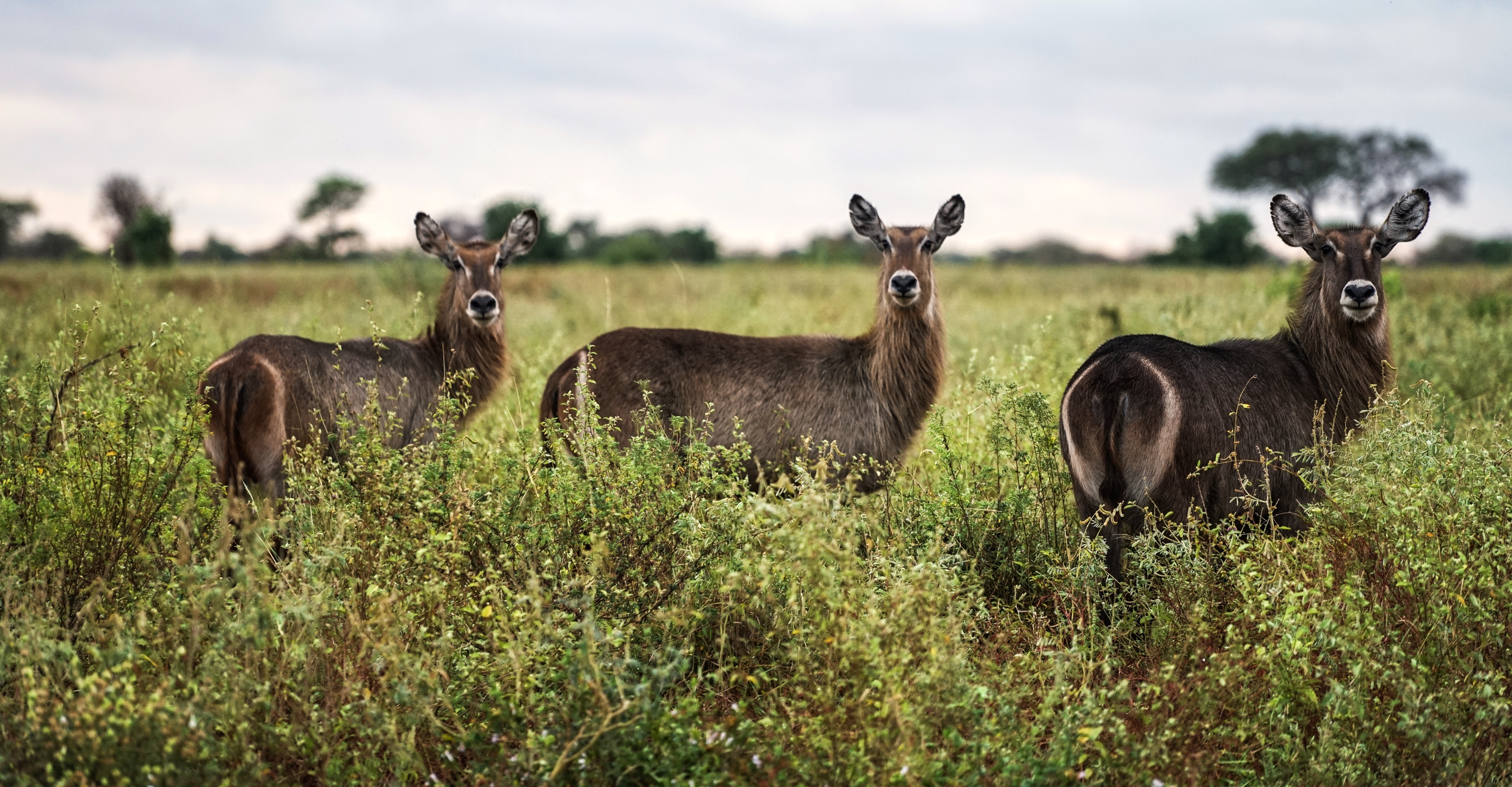
Meru-Nationalpark.

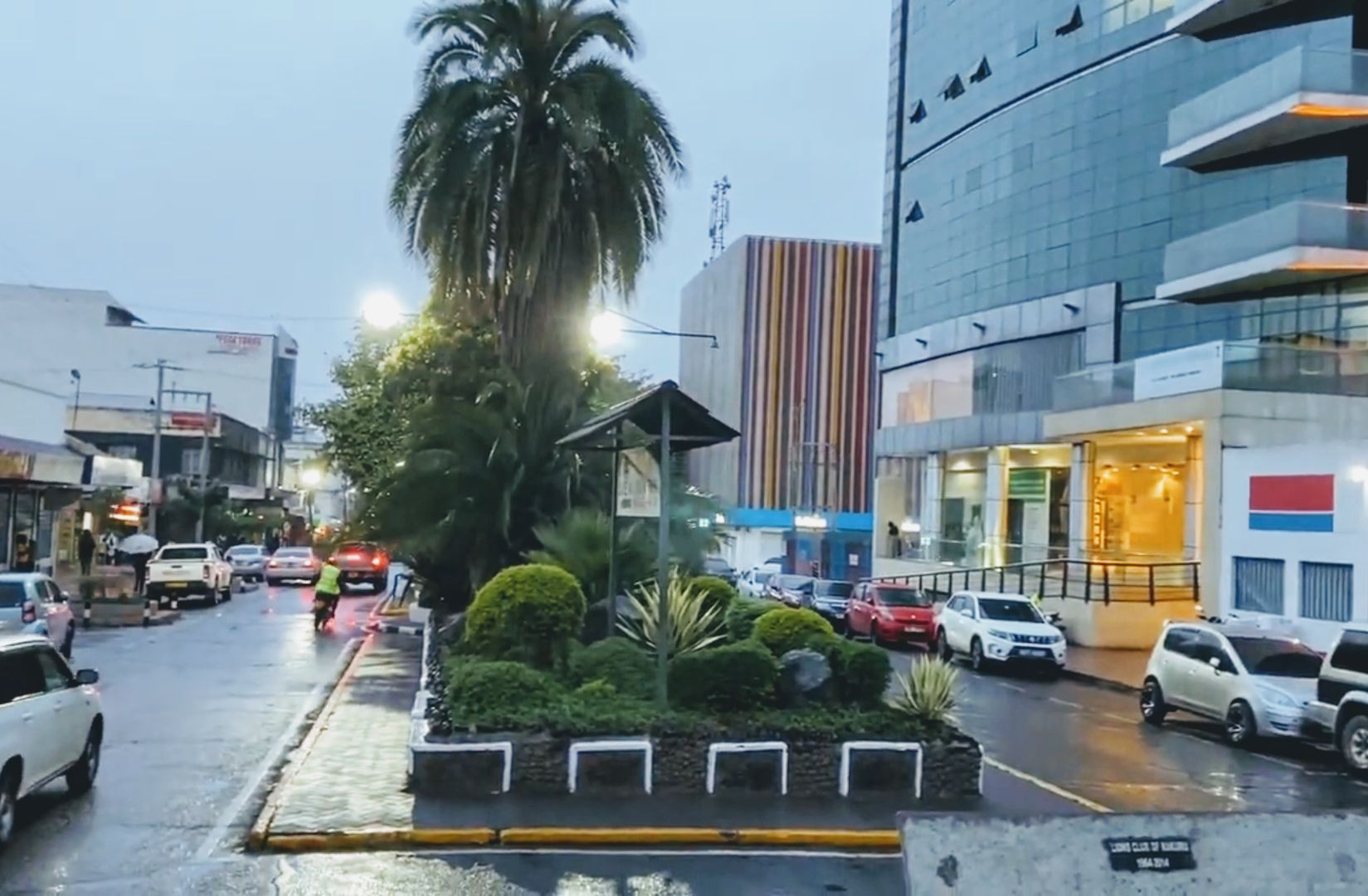
Stadt Nakuru.

Die Region des Mount Kenya, allgemein „Murima“ genannt (was in der Kikuyu-Sprache „Gebirge“ bedeutet), ist ein geografischer und kultureller Raum im zentralen Kenia, der den Mount Kenya umschließt. Zu dieser Region gehören zehn Countys: Embu, Nyeri, Kirinyaga, Meru, Tharaka-Nithi, Kiambu, Laikipia, Nyandarua und Nakuru, bedingt durch die geopolitischen Dynamiken in Kenia. Wichtige Städte dieser Region sind Nakuru und Thika, wobei Nakuru zu den größten Städten des Landes zählt. Im Jahr 2025 wird die Bevölkerung der Region auf rund 11 Millionen Menschen geschätzt, von denen die Mehrheit zu den Bantu-Gruppen der Hochlandgebiete gehört, insbesondere die Gemeinschaften der Kikuyu, Embu, Meru, Mbeere und Tharaka.

## Geschichte
Die Region um den Mount Kenya ist seit langem die Heimat der Bantugemeinschaften der kenianischen Hochländer. Die Kikuyu (Gikuyu), eng verwandt mit den Embu und Ameru, sehen ihre Ursprünge traditionell an den Hängen des Mount Kenya und in den heiligen Wäldern. In der lokalen Überlieferung soll Gott (Ngai) auf Kirinyaga (Mount Kenya) gehaust haben, und der Schöpfer Gikuyu soll vom Gipfel der Berges sein verheißenes Land gesehen haben. Bis zum 13. Jahrhundert n. Chr. hatten sich diese Gruppen um den Berg und auf den fruchtbaren zentralen Hochflächen niedergelassen. Sie organisierten sich in Clan- und Altersklassen-Institutionen (z. B. der Ältestenrat Njuri Ncheke der Meru und die Gikuyu-Ältestenräte – Kiama kia ma) und betrieben Subsistenz-Landwirtschaft, Viehzucht, Jagd und rituelle Zeremonien an heiligen Stätten (Opfer an den heiligen Mugumo-Feigenbäumen, Regenmachen an Bergheiligtümern usw.).
Ende des 19. Jahrhunderts geriet der Mount Kenya unter die Kontrolle des Britischen Kolonialreichs. Große Teile der fruchtbaren Hochlandgebiete wurden zu den „White Highlands“ erklärt, wodurch viele lokale Bauern in Reservate verdrängt wurden. Politisches Bewusstsein unter den Afrikanern wuchs, und in den 1930er Jahren begannen sich die Gemeinschaften der Kikuyu, Embu und Meru in Organisationen wie der Zentral-Kikuyu-Vereinigung und später der Afrikanischen Union Kenias zu formieren. Dies gipfelte im Mau-Mau-Aufstand (1952–1960), einer antikolonialen Bewaffneten Rebellion, die vorwiegend von den Kikuyu (mit vielen Unterstützern aus Embu und Meru) geführt wurde. Sie versteckten sich in den Wäldern des Mount Kenya und der Aberdares. Tausende von „vereidigten“ Aufständischen suchten Zuflucht auf dem Mount Kenya, griffen Siedlerhöfe und koloniale Außenposten an. Die brutale Reaktion der Kolonialregierung im Ausnahmezustand (Umsiedlung von Dörfern, Internierungslager) forderte zahlreiche Opfer in der einheimischen Bevölkerung. Bedeutende Persönlichkeiten aus der Region waren Dedan Kimathi (kikuyuischer Freiheitskämpfer, von den Briten hingerichtet), Wangari Maathai (spätere Friedensnobelpreisträgerin aus Nyeri) und Jomo Kenyatta (kikuyuischer Führer aus Kiambu, während des Ausnahmezustands inhaftiert, später erster Präsident Kenias ab 1964).
Im unabhängigen Kenia behielt die Mount-Kenya-Region ihre politische Bedeutung. Fast alle Countys galten unter den Präsidenten Kenyatta und Moi als Hochburgen der KANU. Die Region stellte nationale Führungspersönlichkeiten (neben Jomo Kenyatta auch Mwai Kibaki aus Othaya in Nyeri) und war Schauplatz bedeutender Entwicklungsprojekte (Wasserkraftwerke am Tana in Embu/Meru, Ausbau der Teeplantagen).

## Demografie
| Jahr | Bevölkerung (in Millionen) | Wachstumsrate |
| ---- | -------------------------- | ------------- |
| 2020 | 11.010                     | –             |
| 2021 | 11.189                     | 1,63 %        |
| 2022 | 11.369                     | 1,61 %        |
| 2023 | 11.548                     | 1,57 %        |
| 2024 | 11.729                     | 1,57 %        |
| 2025 | 11.909                     | 1,53 %        |
| 2030 | 12.800                     | 1,50 %        |

Seit 2025 beträgt die Bevölkerung der Region Mount Kenya 11,909 Millionen, was einer Steigerung um 1,83 % gegenüber 2024 entspricht. Das Kiambu County ist mit 2,7 Millionen das bevölkerungsreichste, gefolgt vom Nakuru County (2,4 Millionen). Beide verzeichnen auch das stärkste Wachstum, während das Tharaka-Nithi County und das Kirinyaga County mit 0,95 % bzw. 0,91 % die niedrigsten Wachstumsraten aufweisen.

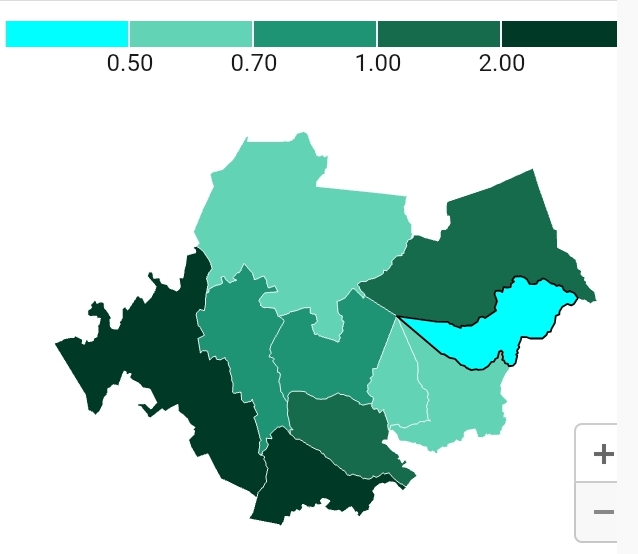
Bevölkerung der Region Mount Kenya nach County

|                    | County             | 2020   | 2021   | 2022   | 2023   | 2024   | 2025   | 2030 (Prognose) |
| ------------------ | ------------------ | ------ | ------ | ------ | ------ | ------ | ------ | --------------- |
| 1                  | Kiambu             | 2.501  | 2.552  | 2.602  | 2.653  | 2.704  | 2.754  | 3.006           |
| 2                  | Nakuru             | 2.202  | 2.251  | 2.299  | 2.348  | 2.397  | 2.445  | 2.690           |
| 3                  | Meru               | 1.565  | 1.586  | 1.606  | 1.626  | 1.646  | 1.666  | 1.765           |
| 4                  | Murang’a           | 1.077  | 1.088  | 1.100  | 1.112  | 1.124  | 1.136  | 1.194           |
| 5                  | Nyeri              | 810    | 818    | 827    | 835    | 844    | 853    | 895             |
| 6                  | Nyandarua          | 657    | 670    | 683    | 696    | 708    | 721    | 783             |
| 7                  | Kirinyaga          | 637    | 642    | 648    | 653    | 658    | 664    | 690             |
| 8                  | Embu               | 629    | 635    | 642    | 648    | 655    | 662    | 692             |
| 9                  | Laikipia           | 529    | 539    | 550    | 561    | 572    | 583    | 639             |
| 10                 | Tharaka-Nithi      | 403    | 408    | 412    | 416    | 421    | 425    | 446             |
| Region Mount Kenya | Region Mount Kenya | 11.010 | 11.189 | 11.369 | 11.548 | 11.729 | 11.909 | 12.800          |

### Religion
Das Christentum ist mit 96 % die dominierende Religion in der Region Mount Kenya. Der Protestantismus ist mit 36 % die größte Konfession, vor allem im Meru County und Tharaka-Nithi County (jeweils über 40 %). Danach folgen Evangelische Kirchen und Katholizismus (23 %), während Afrikanisch-Instituierte Kirchen 8 % ausmachen. Der Islam ist mit 0,78 % eine Minderheit, und 1,73 % der Bevölkerung sind konfessionslos, vorwiegend in Laikipia County und Nakuru County.
| County             | Christentum | Protestantismus | Katholizismus | Evangelische Kirchen | Afrikanisch-Instituierte Kirchen | Orthodoxie | Andere Christen | Islam  | Hinduismus | Traditionelle Glaubensrichtungen | Andere Religionen | Konfessionslos / Atheisten | Weiß nicht | Keine Angabe |
| ------------------ | ----------- | --------------- | ------------- | -------------------- | -------------------------------- | ---------- | --------------- | ------ | ---------- | -------------------------------- | ----------------- | -------------------------- | ---------- | ------------ |
| Embu               | 97,39 %     | 36,62 %         | 26,98 %       | 22,71 %              | 8,43 %                           | 0,60 %     | 2,06 %          | 0,47 % | 0,02 %     | 0,06 %                           | 0,81 %            | 1,14 %                     | 0,11 %     | 0,01 %       |
| Kiambu             | 96,66 %     | 36,74 %         | 24,51 %       | 21,86 %              | 7,79 %                           | 0,74 %     | 5,01 %          | 0,89 % | 0,05 %     | 0,13 %                           | 0,81 %            | 1,28 %                     | 0,16 %     | 0,02 %       |
| Kirinyaga          | 97,94 %     | 39,73 %         | 29,61 %       | 20,19 %              | 5,63 %                           | 0,38 %     | 2,40 %          | 0,40 % | 0,03 %     | 0,04 %                           | 0,55 %            | 0,92 %                     | 0,12 %     | 0,01 %       |
| Laikipia           | 92,22 %     | 29,71 %         | 28,75 %       | 21,15 %              | 6,86 %                           | 0,32 %     | 5,42 %          | 1,65 % | 0,04 %     | 1,39 %                           | 1,41 %            | 3,05 %                     | 0,24 %     | 0,01 %       |
| Meru               | 96,26 %     | 40,06 %         | 20,40 %       | 23,82 %              | 8,42 %                           | 0,62 %     | 2,96 %          | 0,82 % | 0,02 %     | 0,13 %                           | 1,23 %            | 1,37 %                     | 0,15 %     | 0,02 %       |
| Murang’a           | 97,63 %     | 39,42 %         | 24,68 %       | 19,70 %              | 9,86 %                           | 0,49 %     | 3,49 %          | 0,35 % | 0,01 %     | 0,09 %                           | 0,73 %            | 1,09 %                     | 0,09 %     | 0,01 %       |
| Nakuru             | 93,69 %     | 32,85 %         | 16,31 %       | 30,23 %              | 7,19 %                           | 0,57 %     | 6,53 %          | 1,19 % | 0,08 %     | 0,21 %                           | 1,43 %            | 3,16 %                     | 0,23 %     | 0,01 %       |
| Nyandarua          | 95,94 %     | 30,46 %         | 17,13 %       | 30,69 %              | 11,15 %                          | 0,58 %     | 5,92 %          | 0,15 % | 0,01 %     | 0,11 %                           | 1,38 %            | 2,31 %                     | 0,09 %     | 0,01 %       |
| Nyeri              | 97,75 %     | 37,96 %         | 27,95 %       | 19,27 %              | 9,09 %                           | 0,63 %     | 2,84 %          | 0,60 % | 0,02 %     | 0,08 %                           | 0,61 %            | 0,81 %                     | 0,13 %     | 0,00 %       |
| Tharaka-Nithi      | 97,39 %     | 44,02 %         | 27,67 %       | 17,90 %              | 4,79 %                           | 0,68 %     | 2,33 %          | 0,19 % | 0,00 %     | 0,06 %                           | 1,04 %            | 1,14 %                     | 0,16 %     | 0,02 %       |
| Region Mount Kenya | 96,06 %     | 36,50 %         | 22,84 %       | 23,73 %              | 8,01 %                           | 0,59 %     | 4,38 %          | 0,78 % | 0,04 %     | 0,19 %                           | 1,03 %            | 1,73 %                     | 0,16 %     | 0,01 %       |

### Human Development Index

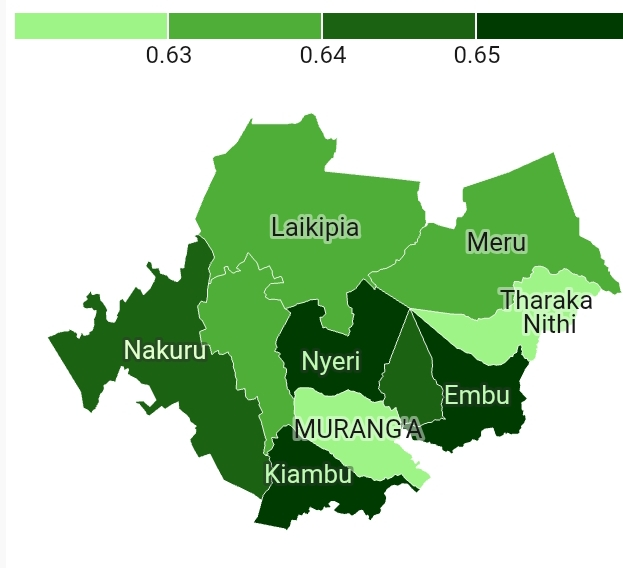
Human Development Index der Countys der Region Mount Kenya

Im Jahr 2023 betrug der Index der menschlichen Entwicklung (Human Development Index; HDI) der Region Mount Kenya 0,643 und lag damit über dem nationalen Durchschnitt (0,601). Die Countys Nyeri (0,678), Kiambu (0,663) und Embu (0,650) wiesen einen HDI über 0,65 auf; die Countys Murang’a und Tharaka-Nithi hatten mit etwa 0,62 die niedrigsten Werte.
| Rang               | County             | HDI   |
| ------------------ | ------------------ | ----- |
| 1                  | Nyeri              | 0,678 |
| 2                  | Kiambu             | 0,663 |
| 3                  | Embu               | 0,650 |
| 4                  | Kirinyaga          | 0,646 |
| 5                  | Nakuru             | 0,641 |
| 6                  | Nyandarua          | 0,637 |
| 7                  | Laikipia           | 0,635 |
| 8                  | Meru               | 0,632 |
| 9                  | Tharaka-Nithi      | 0,626 |
| 10                 | Murang’a           | 0,625 |
| Region Mount Kenya | Region Mount Kenya | 0,643 |